# Lophuromys woosnami
Lophuromys woosnami és un rosegador del gènere Lophuromys que viu a les muntanyes a l'oest d'Uganda, Ruanda, Burundi i a l'est de la República Democràtica del Congo. Aquesta espècie pertany al subgènere Kivumys.
L. woosnami té la cua, les potes posteriors, les orelles i el crani ben llargs. La part superior del cos és de color marró i la part inferior de color marró vermell. De totes les espècies de Lophuromys, L. woosnami és la que té el pelatge més suau. La llargada corporal és d'entre 105 i 135 mm, la llargada de la cua d'entre 104 i 133 mm, la llargada de les potes posteriors d'entre 22,5 i 27,5 mm, la llargada de les orelles d'entre 20 i 25 mm, la llargada del crani d'entre 30,2 i 33,4 mm i el pes d'entre 38 i 64 grams. Té 42 cromosomes, dels quals 30 són metacèntrics i 12 acrocèntrics.
Aquest tàxon fou anomenat en honor del soldat, viatger i naturalista britànic Richard Bowen Woosnam.